# Hulda Shipanga
Hulda Kamboi Shipanga (née Ngatjikare) est une infirmière, sage-femme et conseillère ministérielle au ministère namibien de la Santé née le 28 octobre 1926 et morte le 26 avril 2010. Elle est la première infirmière Noire en Namibie à être promue matrone, grade le plus élevé.

## Biographie
Née à Aminuis, dans le Sud-Ouest Africain, et formée en Afrique du Sud, initialement comme enseignante, puis comme infirmière, elle retourne dans le Sud-Ouest Africain (Namibie actuelle) pour travailler au Native Hospital de Windhoek. Shipanga poursuit ses études pour devenir sage-femme, profession qu'elle exerce à Windhoek's Old Location, une zone séparée pour les résidents noirs. Le 10 décembre 1959, jour du soulèvement d'Old Location, c'est l'une des trois infirmières qui s'occupe des blessés alors les médecins (tous blancs à l'époque en raison des restrictions de la lois sur l'éducation bantoue) des hôpitaux de Windhoek refusent de les prendre en charge.
Après avoir obtenu son diplôme d'infirmière de bloc opératoire et s'être spécialisée en pédiatrie et en orthopédie au Royaume-Uni, elle devient l'infirmière la plus qualifiée du Sud-Ouest africain et de la période du gouvernement intérimaire en Namibie. Peu de temps après l'indépendance de la Namibie, c'est la première infirmière noire à être promue au rang de matrone (auparavant, une telle promotion était découragée par les lois de l'apartheid). Elle occupe ce poste à l'hôpital d’État de Katutura jusqu'à sa retraite, et ouvre la voie à d'autres femmes.
Le président fondateur Sam Nujoma la nomme conseillère spéciale du ministre de la Santé, Nickey Iyambo, bien que Shipanga ait déjà l'âge de la retraite. Plus tard, elle conseille Libertine Amathila, deuxième ministre de la Santé de la Namibie.
À l'âge de 74 ans, elle retourne à Aminuis pour travailler dans une ferme, et meurt en avril 2010.